# سيرغي تيريشنكو (لاعب كرة قدم)
سيرغي تيريشنكو (بالروسية: Терещенко, Сергей Олегович)‏ هو لاعب كرة قدم روسي في مركز الدفاع، ولد في 18 يناير 1984 في موسكو في روسيا. لعب مع إف سي موسكو ونادي فيتيبسك.

## وصلات خارجية
- سيرغي تيريشنكو (لاعب كرة قدم) على موقع قاعدة بيانات كرة القدم.إي يو (الإنجليزية)
- سيرغي تيريشنكو (لاعب كرة قدم) على موقع Soccerway.com (الإنجليزية)